# San Francisco de la Paz (kommun)
San Francisco de la Paz är en kommun i Honduras.   Den ligger i departementet Departamento de Olancho, i den centrala delen av landet, 150 km nordost om huvudstaden Tegucigalpa. Antalet invånare är 15 520.